# Anneckeida orientalis
Anneckeida orientalis är en stekelart som beskrevs av Boucek 1978. Anneckeida orientalis ingår i släktet Anneckeida och familjen gallglanssteklar. Inga underarter finns listade i Catalogue of Life.